# Cyclocross Gullegem
Der Cyclocross Gullegem ist ein Cyclocrossrennen, das im belgischen Ort Gullegem ausgetragen wird.

## Geschichte
Das Rennen fand erstmals 2018 statt, damals noch im nationalen Cyclocross-Kalender; es war als „Schnapsidee“ eines Freundeskreises in Gullegem entstanden. Auf dem internationalen Kalender steht es seit 2019. Üblicherweise findet es am ersten Sonnabend nach Neujahr statt. Schauplatz ist eine Wiese am Ortsrand von Gullegem in einer Biegung des Bachs Heulebeeke; Hauptmerkmal des Parcours sind mehrere sehr kurze, aber steile Huckel von der Bachniederung auf das höher liegende Plateau.
Das Rennen ist unabhängig organisiert, doch 2023 und 2025 gehörte es zur Superprestige-Serie. Daher, und weil es am Ende einer Reihe kräftezehrenden Rennen rund um Weihnachten und Neujahr steht (siehe Kerstperiode), wird es von manchen Fahrern ausgelassen. Andererseits kann es als Vorbereitungsrennen für die nationalen Meisterschaften gelten, die am folgenden Wochenende stattfinden. 

## Siegerliste
Ausgaben im nationalen Kalender sind mit NE gekennzeichnet.

### Männer
- 2018:  Nick Van De Kerckhove (NE)
- 2019:  Mathieu van der Poel
- 2020:  Mathieu van der Poel
- 2021:  Mathieu van der Poel
- 2022:  Thomas Pidcock
- 2023:  Wout van Aert
- 2024:  Michael Vanthourenhout
- 2025:  Wout van Aert

### Frauen
- 2018:  Jolien Verschueren (NE)
- 2019:  Loes Sels
- 2020:  Ceylin del Carmen Alvarado
- 2021:  Kata Blanka Vas
- 2022:  Shirin van Anrooij
- 2023:  Ceylin del Carmen Alvarado
- 2024:  Zoe Bäckstedt
- 2025:  Lucinda Brand